# لئونور فینی
لئونور فینی (انگلیسی: Leonor Fini؛ ۳۰ اوت ۱۹۰۷ – ۱۸ ژانویهٔ ۱۹۹۶) یک طراح، تصویرساز و نقاش سبک فراواقع‌گرایی اهل آرژانتین بود. تلاش برای کشف جنسیت و هویت زنانه از ویژگی‌های اصلی آثار وی به شمار می‌رفت.